# بن کلولی
بن کلولی (انگلیسی: Ben Cleverley؛ زادهٔ ۱۲ سپتامبر ۱۹۸۱) بازیکن فوتبال اهل بریتانیا است.
از باشگاه‌هایی که در آن بازی کرده‌است می‌توان به باشگاه فوتبال بث سیتی، باشگاه فوتبال چلتنهام تاون، باشگاه فوتبال وستون سوپر مار، باشگاه فوتبال تیورتون تاون، باشگاه فوتبال بریستول سیتی، و باشگاه فوتبال فارست گرین راورز اشاره کرد.